# Colanthura kensleyi
Colanthura kensleyi är en kräftdjursart som beskrevs av Gary C.B. Poore 1984. Colanthura kensleyi ingår i släktet Colanthura och familjen Paranthuridae. Inga underarter finns listade i Catalogue of Life.